# 한국중식요리협회
한국중식요리협회는 중식 조리 기술 개발, 중식 요리를 통한 식자재 산업 및 관광 산업 활성화 및 세계 중식 요리 대회를 통한 국제 교류 확대를 목적으로 2011년 7월 13일 설립 허가된 대한민국 농림수산식품부 소관의 사단법인이다. 사무실은 서울시 동작구 노량진로 186, 고려직업전문학교 5층에 있다.